# Le fatiche di Hercule
Le fatiche di Hercule è una raccolta di racconti gialli scritti da Agatha Christie, pubblicati nel 1947. Vi compare l'investigatore belga Hercule Poirot, che pianifica dodici casi, risolti i quali intende terminare la propria carriera di investigatore privato. Le sue tradizionali spalle (la sua segretaria, Miss Lemon e il suo maggiordomo Georges) appaiono in alcuni cameo, così come l'ispettore capo Japp. I racconti erano stati tutti precedentemente pubblicati tra il 1939 e il 1947.

## Trama
Durante una visita di cortesia il dottor Burton porta la conversazione sull'insolito nome di Poirot, e su come alcuni dei nomi che i genitori danno ai loro figli non si rivelino adatti agli stessi (il contrario della locuzione latina nomen omen). Poirot ammette la sua ignoranza in merito e successivamente la discussione prosegue toccando altri argomenti. L'investigatore sul finire della conversazione manifesta la propria intenzione di ritirarsi dalle scene, dopo aver risolto ancora pochi casi; affermazione che non è creduta dal dottor Burton il quale sostiene che Poirot sia una prima donna, impossibilitata a lasciare la sua professione, sebbene le sue non possano certo definirsi fatiche di Ercole. L'investigatore, punto sul vivo, decide, dopo essersi informato, di seguire in maniera simbolica il proprio omonimo antecedente, accettando quindi solo casi che presentassero qualche attinenza con le stesse.

### Il leone nemeo
Nel primo caso l'uomo d'affari Joseph Hoggin si rivolge al celebre detective in seguito al rapimento del pechinese della moglie.
Portato a fare un giro da Amy Carnaby, dama di compagnia della signora Hoggin, infatti, il cane era stato rubato durante un momento di distrazione della donna; alla sparizione era seguita una richiesta di riscatto da duecento sterline che sono puntualmente recapitate per evitare che il cane abbia a soffrirne. Poirot inizia ad investigare, scoprendo inizialmente che si trova davanti non ad un fatto isolato ma ad una serie di azioni coordinate ai danni di ricche signore e che dietro gli pseudonimi utilizzati per incassare il denaro, agisce in realtà un'associazione, con a capo proprio la dama di compagnia, coadiuvata in questa impresa da un pechinese decisamente intelligente. Dopo l'incontro con la donna l'investigatore, convinto del fatto che le azioni compiute avevano scopi in un certo senso meritori, sebbene raggiunti con un reato, con uno stratagemma convince il suo cliente a non richiedergli il nome della colpevole.

### L'idra di Lerna
Questa volta a rivolgersi a Poirot è il dottor Charles Oldfield, medico di Market Loughbrough, una piccola cittadina nel Berkshire. Da un anno l'uomo è al centro di una fitta rete pettegolezzi, che come le teste dell'idra, si dirama per il villaggio. Oldfield, è, infatti accusato di aver ucciso la moglie per sposare la signorina Jean Moncrieffe, sua infermiera, della quale egli è, effettivamente, innamorato. Poirot si reca dunque a Market Loughbrough, per individuare la persona che ha diffuso in giro la falsa notizia. Ad essere interrogati sono alcune comari del villaggio e la signorina Harrison e Beatrice, rispettivamente l'infermiera e la cameriera del dottor Oldfield. La Harrison rivela subito al detective di aver sentito di nascosto una conversazione tra il medico e miss Moncrieffe, dove veniva esplicitamente detto che i due avevano intenzione di sposarsi tra un anno. L'infermiera dice inoltre di aver visto la collega riempire un portacipria con della polvere presa da un armadietto dei medicinali nello studio.
Nel frattempo viene fatto riesumare il corpo della defunta signora Oldfield e le viene praticata un'autopsia che rivela che la donna aveva ingerito una dose letale di arsenico. 
Successivamente, Poirot informa la signorina Harrison di aver ritrovato un portacipria pieno di arsenico, che la donna riconosce subito come quello appartenente all'infermiera Moncrieffe. Dopo tale affermazione, tuttavia il detective rivela alla donna che tale portacipria si trovava in commercio soltanto da tre mesi e che, dunque, non poteva essere stato usato, a distanza di un anno, da Jean Moncrieffe per uccidere la signora Oldfield. Miss Harrison, traditasi, risulta quindi essere la vera assassina. Credendo, infatti, di essere amata dal dottor Oldfield, ne aveva ucciso la moglie, tuttavia, compiuto il delitto aveva scoperto che in realtà il medico era innamorato di Jane. Temendo, dunque, di essere scoperta, la donna, aveva messo in giro il pettegolezzo e durante l'interrogatorio aveva inventato numerosi dettagli che avrebbero incastrato Jean Moncrieffe. Fortunatamente, Poirot, resosi conto della colpevolezza della donna l'aveva fatta pedinare dal maggiordomo Georges, che l'aveva vista acquistare il portacipria, che in seguito aveva nascosto tra gli oggetti della signorina Moncrieffe.

### La cerva dalle corna d'oro
Durante un viaggio in automobile, a causa di un guasto al veicolo, Poirot è costretto a fermarsi in un hotel a Hartly Dene. Alla sera incontra il meccanico venuto a riparare l'automobile e rimane particolarmente colpito dall'aspetto del giovane, che gli ricorda tanto un dio greco o un pescatore dell'Arcadia. Avendo riconosciuto il detective, il giovane, Ted Williamson, un po' imbarazzato, gli chiede aiuto: qualche tempo prima, Ted, chiamato a riparare una radio in casa del ricco sir George Sanderfield, aveva conosciuto Nita, la bionda cameriera di una celebre ballerina russa. I due, dopo aver passato l'intera giornata assieme si erano ripromessi di incontrarsi alla prossima festa che sir George avrebbe dato in casa sua. Quando, però, Ted fa ritorno in casa di sir George, nella data prefissata, scopre che Nita non è più al servizio della ballerina. Il ragazzo, innamorato, chiede dunque aiuto a Poirot, perché ritrovi la ragazza. Hercule decide di accettare il caso, vedendo un'analogia tra i capelli biondi di Nita e la cerva delle corna d'oro. 
L'investigatore, durante le ricerche, effettua molti spostamenti. Infine, riesce a sapere che Katrina Samoushenka, la ballerina russa, gravemente malata, risiede ora a Vagray les Alpes, in Svizzera, e che Nita era originaria di Pisa. 
Poirot si reca dunque a Pisa, dove però scopre dalla famiglia della ragazza che la cameriera è morta da tempo. Rattristato per la cattiva notizia che dovrà dare a Ted, Poirot fa ritorno a casa, decidendo, però di fare tappa a Vagray les Alpes per incontrare Katrina Samoushenka moribonda. Giunto in Svizzera, il detective ha un colloquio con la ballerina, durante il quale può confermare le sue deduzioni: Nita era in realtà la stessa Katrina.
Infine, sebbene la donna si sia rassegnata a morire, Poirot tenta comunque di convincerla a lottare contro la malattia per poter cominciare una nuova vita assieme a Ted.

### Il cinghiale di Erimanto
Trovandosi in Svizzera e avendo finalmente risolto il terzo caso, Poirot decide di concedersi una breve vacanza. Mentre si trova su di una funicolare per raggiungere l'isolato hotel di Neiges Rochers, situato sulla vetta di un monte, Hercule riceve un biglietto da parte di Lamenteuil, capo della polizia svizzera, che prega il celebre detective di indagare su di un efferato criminale parigino di nome Morrascaud, che egli paragona ad un cinghiale selvatico (proprio come il cinghiale di Erimanto). Il gangster, infatti avrebbe dovuto incontrarsi nell'hotel in questione per attuare una ripartizione di denaro con alcuni suoi compari. Poirot accetta, dunque, il caso.
Gli unici ospiti dell'hotel sono il signor Schwartz, un turista americano, il dottor Lutz, un medico tedesco, la signora Grandier e un gruppetto di tre francesi, accaniti scommettitori sulle corse dei cavalli. Il personale è invece composto, oltreché dal direttore, dal cameriere Gustave e da una coppia di domestici. 
Il detective per svolgere al meglio la sua missione decide di agire in incognito, presentandosi come il signor Poirier, un commerciante di seta di Lione.
Il giorno successivo al suo arrivo, Poirot è informato da Gustave che una valanga ha travolto la funicolare che collega Neiges Rochers con la valle sottostante, isolando completamente l'hotel. Il cameriere rivela, inoltre, di conoscere la vera identità del detective e di essere, in realtà, Drouet, agente della polizia svizzera sulle tracce di Morrascaud. I due iniziano, dunque, a fare alcune ipotesi su chi dei pochi clienti possa essere il famoso ricercato. Poirot tenta di saperne di più, parlando con gli altri ospiti. Dai due domestici viene a sapere che Gustave lavora nell'hotel da poco tempo e che è stato preceduto da un tale di nome Robert, licenziato dopo poche settimane a causa delle sue scarse competenze.
Durante la notte i tre francesi irrompono nella stanza di Poirot e, con un rasoio, tentano di mutilargli la faccia. Fortunatamente Hercule è salvato dal tempestivo intervento del signor Schwartz, che grazie ad una pistola riesce a bloccare i criminali e a confinarli all'interno di un armadio a muro. Il signor Schwartz informa inoltre Poirot che, precedentemente, la banda aveva aggredito con successo Gustave. L'investigatore va a trovare, dunque, il cameriere, la cui faccia è stata medicata e fasciata dal dottor Lutz. 
Seguendo una scia di sangue lasciata sul pavimento Poirot raggiunge un'ala dell'hotel chiusa al pubblico, dove trova un cadavere. Sul corpo dell'uomo viene trovato, inoltre, un biglietto con su scritto “Morrascaud non ucciderà più… né deruberà più i suoi amici!”. Il caso sembra dunque risolto: le trattative per la ripartizione del bottino erano fallite e i tre francesi avevano eliminato Morrascaud. 
Poirot decide quindi di avvertire la polizia eliografando un messaggio. Con grande sorpresa dei presenti, il detective, però, conduce le autorità da Gustave, il vero Morrascaud. Poirot spiega, infatti, che il cadavere ritrovato è, in realtà, quello di Robert, l'ex cameriere, alias il vero ispettore Drouet, che Morrascaud aveva ucciso per prenderne il posto. Hercule si era accorto che il vero ricercato era Gustave dopo che, la prima notte, lo aveva visto entrare nella sua stanza e leggere la lettera che Lamenteuil gli aveva mandato. Infine il detective rivela che il vero scopo per cui Morrascaud era venuto a Neiges Rochers era quello di subire un intervento di chirurgia plastica dal dottor Lutz, per cambiare i connotati del suo volto.

### Le stalle di Augia
Per il quinto caso il primo ministro inglese, Edward Ferrier, e alcuni membri del Partito Popolare si rivolgono a Poirot. La nota rivista “Notizie ai raggi X” ha, infatti, intenzione di pubblicare un articolo che metterebbe in cattiva luce John Hammett, influente membro del partito e suocero del primo ministro. Gli stessi politici ammettono, inoltre, che le notizie che verranno divulgate corrispondono alla realtà e che pertanto non possono avviare procedimenti legali. 
Poirot accetta il caso poiché il passato da truffatore di John Hammett è paragonato alle stalle d'Augia. 
Hercule si reca, dunque, a parlare con Percy Perry, direttore della rivista, che però sembra irremovibile. Dopo poco tempo, infatti, l'articolo viene pubblicato, affiancato, tuttavia, da alcune foto che ritraggono la moglie del primo ministro, Dagmar Ferrier, assieme ad un gigolo argentino e in pose e atteggiamenti spinti. 
Si scatena dunque una rete di pettegolezzi e congetture, riguardanti la dubbia condotta morale della signora Ferrier. 
Indignato, il primo ministro fa causa a “Notizie ai raggi X” e viene avviato un processo. Durante alcuni interrogatori risulta che Thelma Anderson, una donna danese incredibilmente somigliante a Dagmar Ferrier, era stata pagata da un giornalista della rivista incriminata per scattare le foto che in seguito erano state pubblicate. L'accusa vince dunque la causa. 
Infine Poirot rivela a Edward Ferrier di aver contattato egli stesso la donna danese (con il permesso della signora Ferrier) per scattare quelle foto, ispirandosi al libro “La collana della regina” di Dumas. In questo modo, proprio come Ercole aveva deviato un corso di un fiume per ripulire le stalle di Augia, anche lui era riuscito a deviare l'interesse generale sulle notizie riguardanti Dagmar, piuttosto che quelle riguardanti John Hammett. Dimostrando poi la falsità delle notizie pubblicate era riuscito a distruggere la reputazione della rivista e a farle perdere di credibilità.

### Gli uccelli stinfali
Il signor Harold Waring è un promettente uomo politico in vacanza in Herzslovakia, nell'Europa orientale, affacciata sul lago Stempka. Durante il suo soggiorno fa la conoscenza della signora Rice e della figlia, la signora Elsie Clayton. Nell'hotel in cui si trova il signor Waring alloggiano inoltre due anziane donne polacche, che, a causa del loro naso pronunciato, vengono associate a degli uccelli rapaci.
Parlando con le due donne il signor Waring scopre che la signora Clayton è spesso maltrattata dal marito, Philip Clayton, e che la sua vita è particolarmente dura.
Una sera Elsie si rifugia terrorizzata nella camera del signor Waring: il marito, infatti, è appena arrivato in hotel e ha intenzione di ucciderla. Poco dopo, mentre i due stanno parlando, irrompe il signor Clayton, con in mano una chiave inglese. Vedendo i due assieme si infuria e rivela che una delle due donne polacche alloggiate nell'hotel gli aveva confidato che la moglie lo tradiva. Subito scoppia una lotta furibonda che si conclude nella camera della signora Clayton, che, in preda al panico, colpisce il marito con un fermacarte e lo tramortisce. Neutralizzato il marito, Elsie consiglia al signor Waring di tornare nella sua stanza immediatamente per evitare di essere coinvolto nella faccenda. Poco dopo, però, la signora Rice avvisa il signor Waring che Philip è morto. Subito Harold inizia a preoccuparsi per le conseguenze dell'avvenimento e teme che la sua carriera politica possa essere compromessa. La signora Rice propone però di corrompere la polizia locale affinché il fatto passi come un semplice incidente e il signor Waring accetta. Poiché le due donne non hanno denaro sufficiente per attuare lo stratagemma, l'uomo si propone di telegrafare per farsi dare il denaro necessario.
Il giorno dopo il signor Waring, vede la polizia, chiamata dalla signora Rice, arrivare all'hotel ed entrare nella stanza della ragazza. Quando, infine, le autorità lasciano il posto, la signora Rice annuncia la buona riuscita del piano. In giornata, tuttavia, le due donne polacche fermano la signora Rice per conversare con lei. Il signor Waring assiste alla scena e dopo che le due signore se ne sono andate domanda all'amica cosa le abbiano detto. La signora Rice, preoccupata, riferisce che le due sono al corrente di quanto accaduto e che hanno intenzione di ricattarla per tenere il segreto. Per salvare le sue nuove conoscenti, il signor Waring propone nuovamente di telegrafare per ricevere altro denaro. Sempre in giornata, però, arriva in Hertzslovakia anche Hercule Poirot, al quale il signor Waring racconta tutta la vicenda. Poirot, dunque, decide di accettare il caso e poco tempo dopo informa il signor Waring che le due malfattrici sono state arrestate. Lo stupore del signor Waring sta però nello scoprire che in realtà le due criminali non sono le due donne polacche, ma bensì la signora Rice e la figlia.
La signora Rice, infatti, travestita da uomo, aveva finto di simulare il litigio con Elsie. Dicendo, poi, che il signor Clayton era morto, aveva convinto il signor Waring a darle i soldi che sarebbero stati necessari per corrompere la polizia. In realtà, però, i poliziotti venuti il giorno successivo erano stati chiamati soltanto per una qualche banalità, come la perdita di un qualche oggetto, e le due donne avevano intascato i soldi. Infine, sfruttando l'avversione che il signor Waring provava nei confronti delle due polacche, la signora Rice aveva inventato anche la storia del ricatto, per sottrargli altro denaro. Poirot, accortosi della vera situazione, come il suo mitico omonimo, che aveva spaventato gli uccelli stinfali con delle nacchere di bronzo, aveva usato i tasti metallici del telegrafo per segnalare alla polizia il raggiro.

### Il toro cretese
La signorina Diana Maberly si rivolge a Poirot dopo essere stata lasciata dal suo fidanzato Hugh Chandler. Il ragazzo infatti, teme di essere diventato pazzo. Il detective, interessato al caso, decide di recarsi a Lyde Manor, dove Hugh abita. Lì fa la conoscenza, oltreché del ragazzo (che paragona ad un toro), anche del padre, l'ammiraglio Chandler, e del colonnello Forbisher, il migliore amico del padre. Tutte e tre le persone sono convinte che Hugh stia diventando pazzo, proprio come il nonno, che verso i trent'anni aveva iniziato ad avere sintomi di pazzia che in breve lo avevano fatto rinchiudere in manicomio. A confermare questa teoria è il fatto che, spesso, vengono trovati degli animali morti, uccisi durante la notte, e il ragazzo, sebbene non ricordi niente, la mattina si sveglia con le mani insanguinate. Hugh è inoltre perseguitato da visioni e da incubi tremendi.
Poirot, parlando con il padre e con Forbisher, scopre che la madre del ragazzo era morta poco dopo la nascita del figlio, durante una gita in barca assieme al marito. 
Il detective decide, dunque, di passare la notte nella casa dei Chandler, e convince anche la signorina Maberly a fare lo stesso. Durante la notte, Hugh viene trovato sdraiato davanti alla porta della ragazza con un coltello in mano. Il giorno successivo, Hugh, sconvolto per l'accaduto e credendo di essere diventato completamente pazzo, annuncia di avere intenzione di suicidarsi. Hercule, però, lo riesce a fermare in tempo, svelando la soluzione del caso.
La madre di Hugh era l'amante di Forbisher e il ragazzo è in realtà figlio di quest'ultimo. L'ammiraglio Chandler, scoperto ciò, aveva ucciso la moglie, facendo passare l'accaduto come un incidente. Successivamente, si era dedicato a vendicarsi del figlio illegittimo, facendogli credere di essere pazzo, grazie alla somministrazione di droghe, e facendolo passare come l'artefice delle varie uccisioni di animali che l'uomo aveva compiuto. 
Smascherato, Chandler impugna il fucile con il quale Hugh aveva intenzione di uccidersi e, dopo essersi allontanato dalla dimora, si spara.

### Le cavalle di Diomede
Una sera Poirot riceve una telefonata da un suo amico, il dottor Michael Stoddart. Egli lo prega di raggiungerlo al numero 17 di Conningby Mews, per aiutarlo in un'incresciosa faccenda sviluppatasi nel corso della serata. Quando Poirot raggiunge il luogo, il dottore lo introduce all'interno della casa, dove fino a poco prima si stava svolgendo una festa, nella quale molti degli invitati avevano fatto uso di cocaina. L'unica persona rimasta all'interno della dimora è la signorina Sheila Grant, amica di Stoddart, delirante a causa degli effetti dello stupefacente. Il medico teme che qualcuno abbia intenzione di far diventare la ragazza una tossicodipendente e approfittare della sua dipendenza. L'investigatore decide dunque di recarsi nel Mortonshire, dove la famiglia Grant abita. Lì, da lady Carmichael, una sua vecchia amica, Poirot apprende alcune informazioni riguardo alla ragazza e alle sue altre tre sorelle, tutte in relazione con gruppi e persone poco raccomandabili. Quando, poi, la donna chiede al detective quale sia lo scopo della sua visita, egli risponde dicendo che il suo compito è quello di domare delle cavalle selvagge. Poirot fa, inoltre, visita anche al padre delle ragazze, il generale Grant. 
Durante una festa data dalla signora Larkin, alla quale sono presenti anche Sheila e la sorella Pam, Poirot ha modo di confermare i suoi sospetti: in realtà le quattro sorelle non sono le vittime, ma bensì sono loro a spacciare la cocaina. Le ragazze, infatti, non sono figlie del generale Grant, ma ragazze con alle spalle situazioni drammatiche, che quest'ultimo aveva preso sotto la sua protezione per compiere i suoi loschi affari.

### La cintura di Ippolita
Dalla galleria d'arte di Alexander Simpson, durante una manifestazione di protesta di alcuni disoccupati, viene trafugata una preziosa tela di Rubens. Non confidando pienamente nella polizia ed essendo amico di Poirot, Simpson si rivolge a quest'ultimo per la risoluzione del caso. Poirot non sembra, però, particolarmente interessato alla faccenda, ma mostra maggiore interesse per un caso raccontatogli dall'ispettore Japp, riguardante la scomparsa di una ragazzina di nome Winnie King. La ragazza, infatti, mentre stava viaggiando su un treno diretto a Parigi, assieme ad alcune altre studentesse, era misteriosamente scomparsa quando il treno aveva raggiunto Amiens. 
Poco tempo dopo Hercule è informato da Japp che la ragazza è già stata ritrovata sempre nei pressi di Amiens. Purtroppo, però, essendo stata narcotizzata, non ricorda nulla.
Poirot, desideroso di far luce sulla faccenda, contatta l'ispettore francese Hearn, il quale sostiene che non ci sia più bisogno di indagare sul caso. 
Siccome Winnie King stava viaggiando per raggiungere la prestigiosa scuola di arte e musica di Neuilly a Parigi, alla quale era stata ammessa, il detective decide di interrogare la signora Pope, direttrice dell'istituto. Nello studio della donna Poirot nota un quadro che raffigura il ponte di Cranchester, località da cui proviene Winnie. La signora Pope spiega che il quadro è un dono destinato a lei, ritrovato nei bagagli della ragazza. Ritenendolo inappropriato per lo studio della signora Pope, l'investigatore inizia a tamponare il dipinto con della trementina. Nel frattempo, davanti ad una timorosa signora Pope, Poirot spiega la soluzione del caso: la ragazza scomparsa non era Winnie King, ma una persona che, sfruttando il fatto che la signora Burshaw, accompagnatrice delle ragazze, non aveva mai visto la ragazza, aveva finto di essere lei. Quando poi il treno aveva raggiunto Amiens, la falsa Winnie si era cambiata, facendosi passare per un'altra passeggera del treno. I malfattori avevano poi fatto in modo che la vera Winnie venisse ritrovata nei pressi della città. 
Tale piano era stato eseguito esclusivamente per trasportare senza problemi un oggetto trafugato di immenso valore: il Rubens, sopra il quale era stato dipinto il ponte di Cranchester. 
Dopo che Poirot ha finito di parlare esce dallo studio della direttrice con in mano il prezioso dipinto, raffigurante Ippolita, regina della Amazzoni, che dona la sua cintura a Ercole. 
Uscendo il detective è raggiunto da varie studentesse, desiderose di avere un suo autografo. Compiaciuto, Poirot le paragona alle amazzoni che assalirono Ercole dopo che la loro regina gli ebbe donato la sua cintura.

### Il gregge di Gerione
Questa volta a chiedere aiuto a Poirot è Amy Carnaby, già incontrata nel caso del “Leone nemeo”. La donna confida al detective i suoi timori circa una nuova setta religiosa a cui aderisce anche Emmeline Clegg, una sua amica. Alcune abbienti adepte a questa nuova religione, infatti, dopo aver lasciato in eredità alla setta tutto il loro patrimonio, erano morte per varie cause e Amy teme che ciò possa succedere anche a Emmeline. Poirot convince, dunque, la signorina Carnaby a fingere di essere interessata ad aderire a questo nuovo movimento per aiutarlo nelle indagini. Avendo accettato, Amy contatta l'amica che la porta a soggiornare per alcuni giorni in una zona costiera del Devon, chiamata dai fedeli "il Santuario delle Verdi Colline". Lì la donna conosce il capo e fondatore della nuova setta, il dottor Andersen. Amy, inoltre, ha anche modo di partecipare ad un rito, dove i vari adepti, vestiti di pelli di pecora, ad occhi bendati si lasciano pungere con un misterioso ago dal dottor Andersen. Dopo essere stata punta, la signorina Carnaby inizia ad avere visioni e a fare intensi sogni.
Nel frattempo Poirot scopre che tutte le donne di cui Amy aveva parlato erano morte di cause naturali. 
Col passare del tempo, però, Amy Carnaby sembra sempre più fiduciosa nei confronti della nuova religione, finché, durante un colloquio con Poirot in un bar, la donna afferma indignata che non ha più intenzione di fare la spia e che confida pienamente nel movimento. Dopo quest'incontro la signorina Carnaby si reca nuovamente ad una funzione nel santuario delle verdi colline. Quando, però il “pastore” sta per pungerla, viene fermato e arrestato da uno dei fedeli che si rivela essere, in realtà, un agente di polizia in incognito.
Il racconto si conclude con un colloquio tra Poirot, Amy e l'ispettore Japp. Viene dunque rivelato che Andersen durante le funzioni iniettava, grazie ad una siringa ipodermica, dell'hashish nelle vene dei fedeli, che in questo modo avevano estatiche visioni. Talvolta, poi, immetteva nei corpi anche alcuni batteri, che egli stesso allevava in laboratorio, che causavano la morte degli adepti. Amy spiega, inoltre, di aver simulato la lite con Poirot perché pedinata nel bar da uno dei seguaci di Andersen.

### I pomi delle Esperidi
L'undicesima “fatica” si apre con un dialogo tra Poirot e l'uomo d'affari Emery Power, ricco collezionista d'arte. Nel 1929, Power era riuscito ad aggiudicarsi, in un'asta indetta dal conte di san Veratrino, un prezioso calice d'oro scolpito da Benvenuto Cellini e posseduto da papa Alessandro VI, Rodrigo Borgia. Poco tempo dopo, però, una banda internazionale di ladri era riuscita a trafugarlo da casa del conte. Successivamente due dei criminali erano stati arrestati e processati, mentre l'irlandese Patrick Casey, dopo aver fatto perdere ogni traccia del prezioso oggetto, era morto durante un colpo, facendo perdere ogni speranza di ritrovare il manufatto. Power chiede dunque al detective di aiutarlo nelle ricerche del calice d'oro.
Parlando con l'ispettore Wagstaffe, Poirot viene a sapere alcuni dettagli sulla famiglia Casey. Tre mesi dopo si reca in una remota località dell'Irlanda occidentale, dove sa che la figlia di Patrick Casey si è ritirata per diventare monaca. Arrivato al convento di Santa Maria degli Angeli, l'investigatore viene accolto da una burbera suora che viene comparata al drago custode del giardino delle Esperidi. Durante un colloquio con la madre superiora Hercule apprende che la figlia del ladro è morta da qualche tempo. Avendo, comunque, già intuito dove possa trovarsi il calice, Poirot, con l'aiuto di un uomo soprannominato Atlante, riesce ad intrufolarsi nel convento dove ritrova il calice. 
Restituendo l'opera d'arte a Power, il detective spiega che la figlia di Casey, divenuta monaca, aveva deciso di donare al convento il calice trafugato dal padre, come espiazione per i suoi peccati. Facendo, poi, riflettere Power sulla sanguinaria storia legata a quel calice, utilizzato da papa Borgia per avvelenare i commensali, Poirot convince il ricco uomo a restituirlo al convento, dove potrà essere purificato. 
Investigatore fa dunque ritorno al convento, il giardino delle Esperidi, dove dona il calice alla madre superiora, la quale promette di pregare per l'anima di Emery Power.

### La cattura di Cerbero
Uscendo dalla metropolitana Poirot incontra la contessa Rossakoff, sua vecchia amica. Siccome i due si trovano su rampe opposte di scale mobili, il detective chiede velocemente alla donna dove possa trovarla e lei risponde sbrigativamente dicendo “all'Inferno…”. Hercule rimane stupito dall'improbabile risposta e, tornato a casa, chiede delucidazioni alla signorina Lemon, la quale risponde che “l'Inferno” è un night club molto in voga, di proprietà della contessa. Poirot, la sera stessa, si reca, dunque, nel locale. L'arredamento ricorda molto l'Ade della mitologia greca e a guardia dell'entrata si trova, inoltre, un grosso cane nero chiamato Cerbero. Nel corso della serata Hercule nota che tra i clienti c'è anche un ispettore di Scotland Yard. Il giorno successivo Poirot chiede delucidazioni a Japp, il quale risponde dicendo che da tempo la polizia sospetta che in quel locale venga spacciata droga. Il detective decide, quindi, di aiutare la polizia nelle indagini riguardanti il night club.
Una sera la polizia fa irruzione nel locale. Il giorno dopo Poirot ha un colloquio con la contessa Rossakoff, alla quale rivela del traffico di stupefacenti nel suo night e, dopo aver condotto la contessa in presenza di Cerbero, mostra che un pacchetto di cocaina, durante il blitz della polizia, era stato nascosto nelle fauci del cane. Subito la donna si dichiara innocente e all'oscuro di tutto. Credendole, Poirot svela dunque la soluzione del caso, incriminando l'insospettabile Alice Cunningham, studiosa di psicologia, amica della contessa. La ragazza infatti, in contatto con il criminale Paul Varesco, nascondeva la droga nelle numerose tasche dei giacconi fuori moda che era solita portare. 
Viene così risolta anche il dodicesima ed ultima delle “fatiche”.

## Edizioni
- Agatha Christie, Le fatiche di Hercule, traduzione di Grazia Griffini, collana Il Giallo Mondadori, Mondadori, 2001,  p. 334, ISBN 88-04-39812-4.